# Rosa xanthina
Rosa xanthina là loài thực vật có hoa trong họ Hoa hồng. Loài này được Lindl. miêu tả khoa học đầu tiên năm 1820.

## Hình ảnh

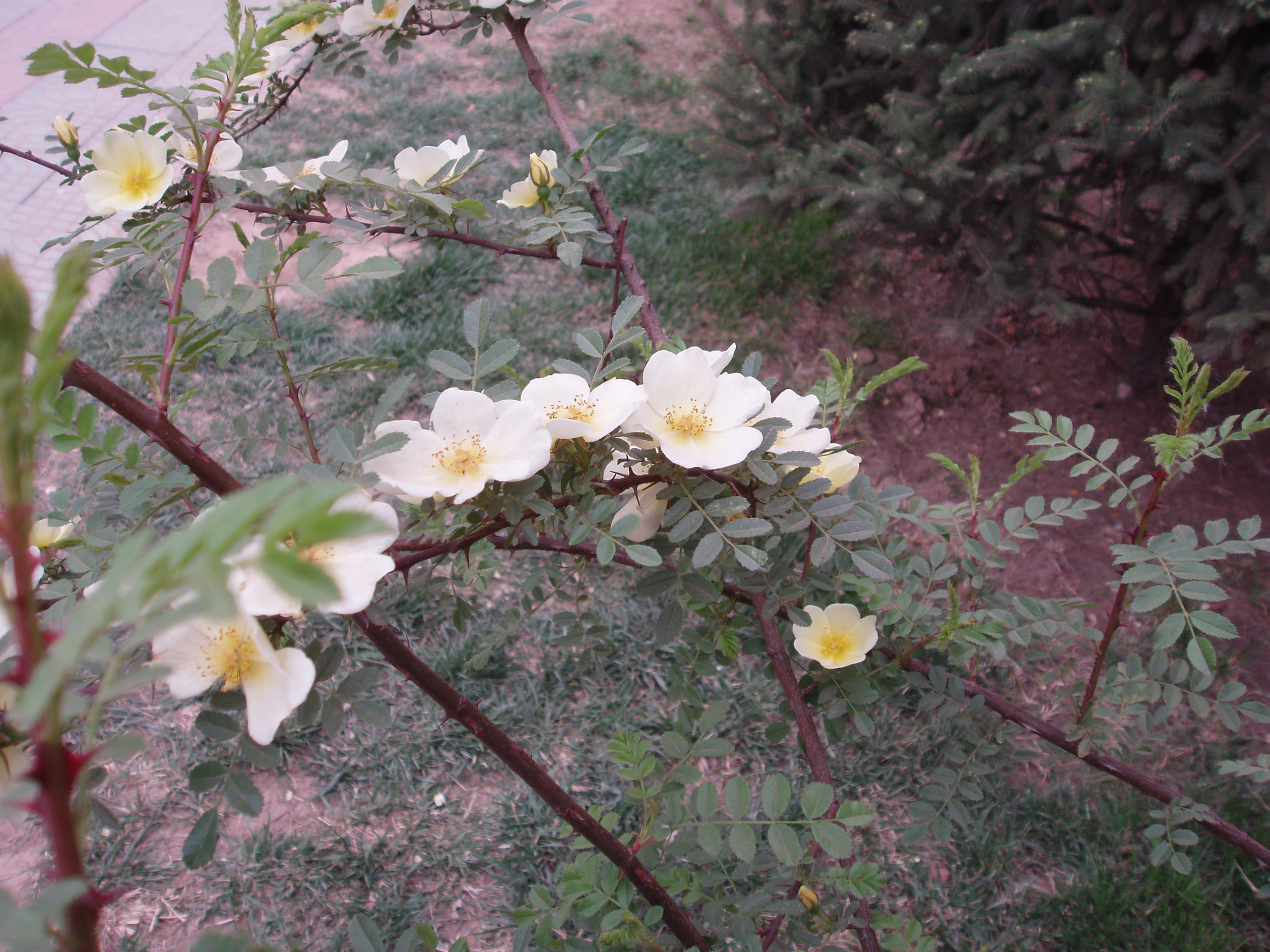
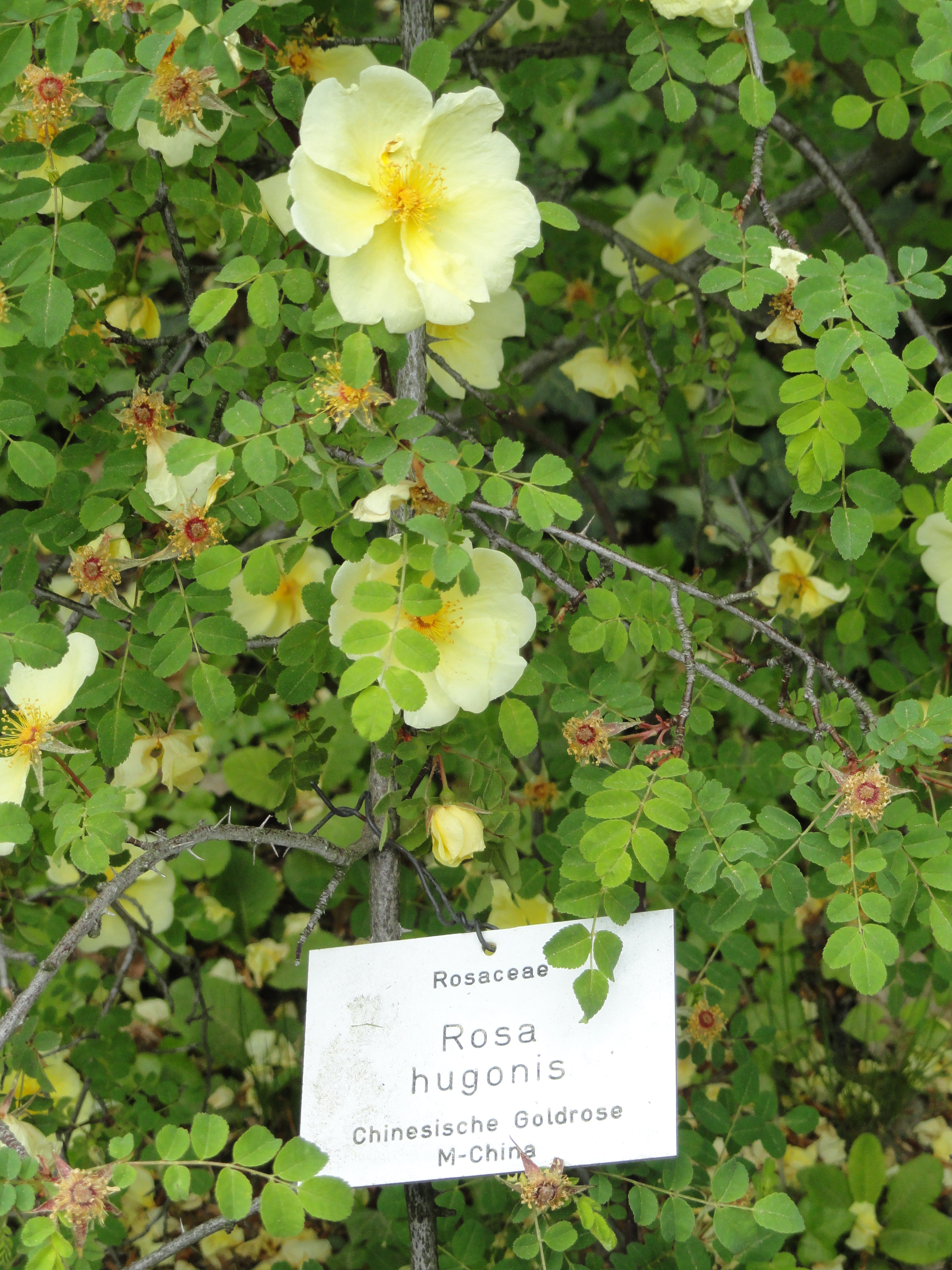
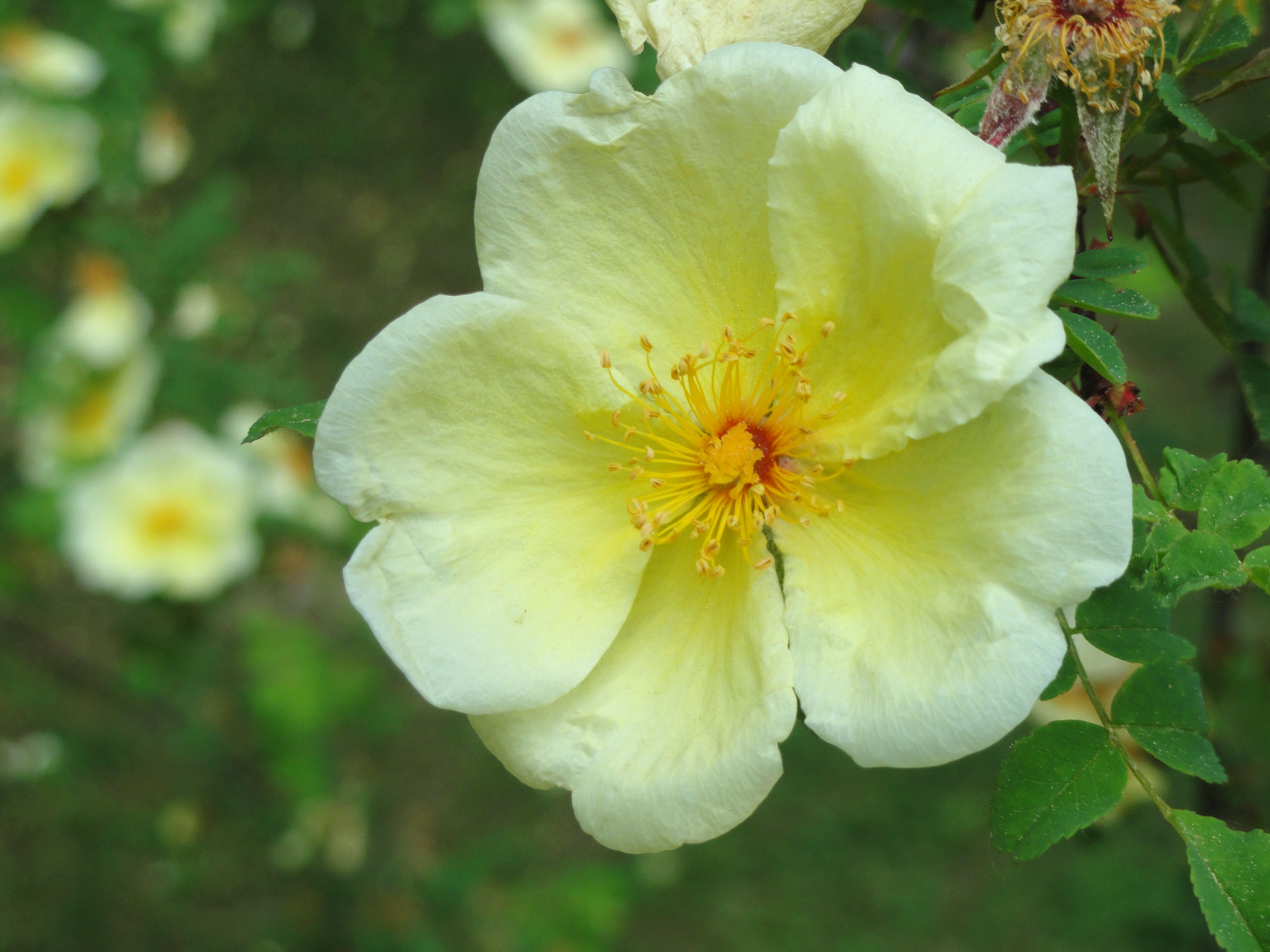
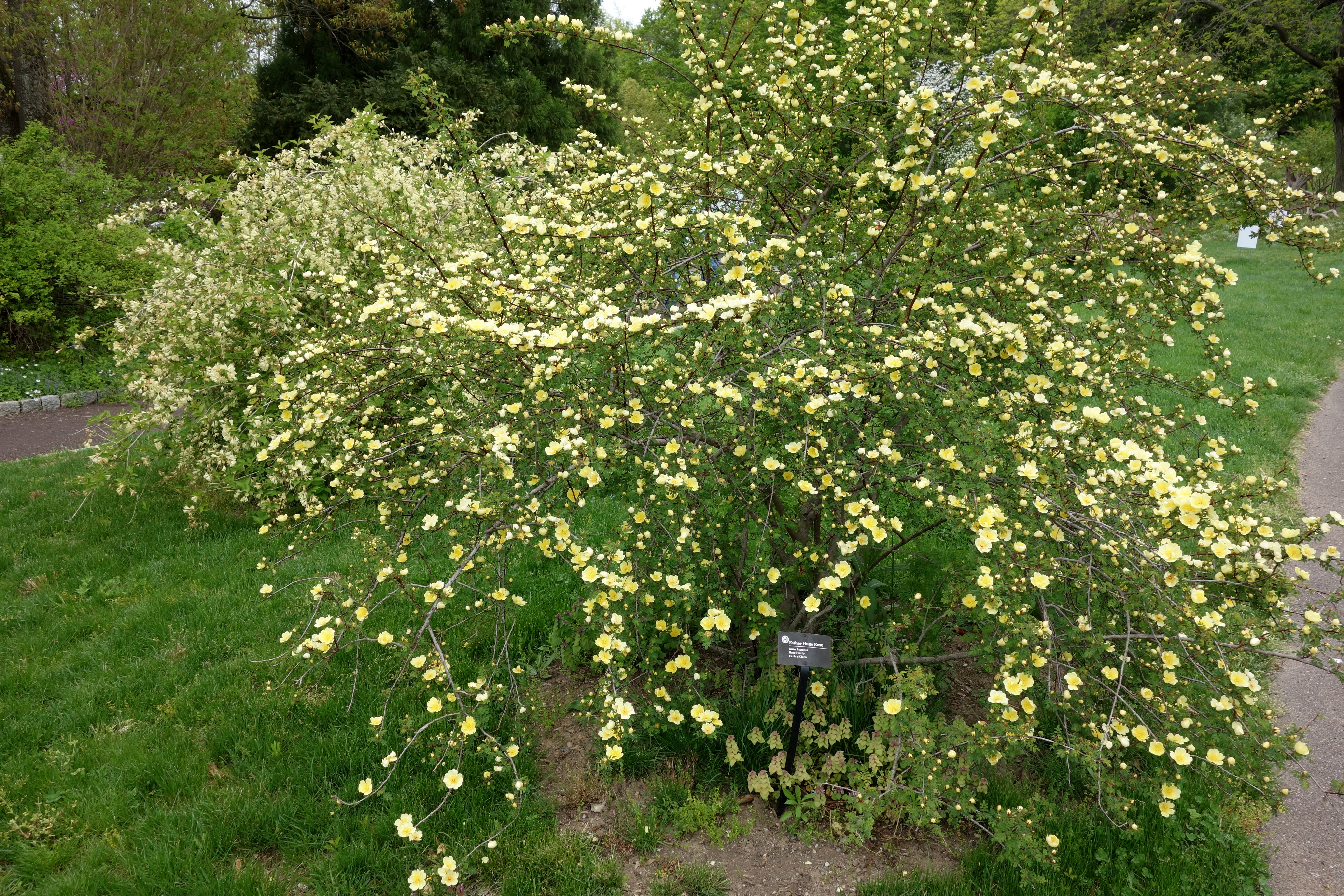